# Adriatico (incrociatore ausiliario)
L'Adriatico è stato un incrociatore ausiliario della Regia Marina, già motonave mista italiana.

## Storia

### Gli anni Trenta e la guerra civile spagnola
Costruita tra il novembre 1930 ed il giugno 1931 nei Cantieri Riuniti dell'Adriatico di Monfalcone (numero di costruzione ed assemblaggio 244, numero di completamento 204) unitamente alle gemelle Barletta, Brindisi, Brioni, Zara, Lero e Monte Gargano, l'unità era originariamente una motonave mista da 1976 (per altre fonti 1986) tonnellate di stazza lorda e 1069 (o 1070) tonnellate di stazza netta. Quattro stive della capienza di 1864 metri cubi permettevano una portata lorda di 1231 (o 1220, o 1240) tonnellate, mentre nelle cabine potevano trovare posto in tutto 72 passeggeri. (per altre fonti 68, ovvero 22 in prima classe, 24 in seconda e 22 in terza). Due motori diesel FIAT, della potenza complessiva di 3300 hp (per altre fonti 2200 o 2800), consumando 11,5 tonnellate di carburante al giorno, azionavano due eliche (per altre fonti una sola), consentendo una velocità di 14,5 (per altre fonti 14 o 15,8). nodi.
Iscritta con matricola 51 al Compartimento marittimo di Bari, la nave apparteneva inizialmente alla Puglia Società anonima di navigazione a vapore (con sede a Bari). Il 21 marzo 1932 la società Puglia confluì, insieme ad alcune altre compagnie di navigazione adriatiche, nella Società di Navigazione San Marco, con sede a Venezia, che il 4 aprile di quello stesso anno divenne Compagnia Adriatica di Navigazione. La società avrebbe poi definitivamente cambiato nome, il 1º gennaio 1937, in Adriatica Società Anonima di Navigazione. L'Adriatico seguì quindi tali mutamenti di proprietario, entrando infine a far parte della flotta dell'Adriatica.
Nei primi anni di servizio la motonave venne utilizzata sulla linea numero 54, che univa l'Adriatico al Pireo e quindi ad Istanbul. Nel 1935 l'Adriatico venne noleggiato ed utilizzato nel trasporto di truppe e materiali verso il Corno d'Africa, ov'era in corso la guerra d'Etiopia, che avrebbe portato alla nascita dell'Africa Orientale Italiana.
La motonave venne requisita una prima volta il 15 settembre 1936, durante la Guerra di Spagna, assumendo il nome di copertura di Lago, svolgendo quattro missioni. Nella prima missione l'Adriatico partì da La Spezia e giunse a Lisbona e poi a Huelva, mentre in quelle successive, con partenza da La Spezia e Cagliari, la nave si portò a Siviglia e Melilla.
Il 13 febbraio 1937, terminate le missioni in Spagna, l'Adriatico riprese il servizio civile e commerciale sulla rotta Venezia-Trieste-Pola-Lussino-Zara-Sebenico-Spalato-Ragusa-Cattaro-Antivari-San Giovanni di Medua-Durazzo-Valona-Brindisi-Bari-Manfredonia-Barletta-Bari.
Il 1º marzo 1937 la motonave venne nuovamente requisita dalla Regia Marina, armata e, il 1º aprile 1937, iscritta nel ruolo del Naviglio ausiliario dello Stato. A partire dal 19 aprile 1937 l'Adriatico, agli ordini del capitano di vascello della riserva Francesco Quentin, nuovamente sotto il nominativo temporaneo di Lago, venne adibito a missioni di pattugliamento nel bacino occidentale del Mediterraneo, sulle coste della Spagna, alternandosi in tale compito con la gemella Barletta. Issata temporaneamente bandiera spagnola, la nave venne utilizzata per il blocco del canale di Sicilia, avendo base a Favignana, sino al 7 settembre 1937.
Il 10 novembre 1937 l'Adriatico, tornato sotto bandiera italiana, venne dislocato a Tobruk, aggregato alla locale Forza Navale, ed utilizzato in compiti di vigilanza nel Mediterraneo centro-orientale. A partire dal 18 giugno 1938 la motonave svolse tredici missioni di trasporto di rifornimenti per le truppe spagnole nazionaliste, sulla rotta Gaeta-Cadice.
Rientrata a Napoli dall'ultima di tali missioni il 24 marzo 1939, l'unità venne poi utilizzata per il trasporto di truppe da Brindisi a Durazzo nel corso delle operazioni per l'occupazione dell'Albania.
Dopo la restituzione alla società proprietaria, l'Adriatico fu impiegato dapprima, dal 2 maggio 1939, sulla tratta che univa il Mare Adriatico a Soria ed Alessandria d'Egitto, e poi – dopo un viaggio straordinario effettuato il 6 aprile 1939 sulla rotta Trieste-Venezia-Fiume-Valona-Bari –, a partire dal 6 giugno 1939, espletò servizio civile sulla linea commerciale Bari-Brindisi-Valona-Brindisi-Bari-Brindisi-Porto Edda-Brindisi-Bari, alternandosi anche sulle linee dell'Albania e della Dalmazia.
Il 29 agosto 1939 la motonave venne nuovamente requisita a Venezia. Derequisita il 5 novembre 1939, l'unità venne quindi sottoposta a lavori, sempre a Venezia, che si conclusero il 14 novembre; l'indomani l'Adriatico salpò da Venezia e si trasferì a Bari. La motonave tornò poi a Venezia per altri lavori l'8 aprile 1940, permanendo per tre giorni nel porto veneto.

### La seconda guerra mondiale
L'11 maggio 1940 l'Adriatico fu requisito per l'ultima volta, a Venezia, dalla Regia Marina ed il 1º giugno di quell'anno fu iscritto nel ruolo del naviglio ausiliario dello Stato, classificato come posamine, venendo infatti dotato delle attrezzature necessarie al trasporto ed alla posa di 90 ordigni (altre fonti parlano di 60 mine).
Il 6 giugno 1940 l'Adriatico svolse la prima missione come unità militare, effettuando la posa di un campo minato nel canale di Sicilia, tra Porto Empedocle e Castellammare del Golfo. Quattro giorni più tardi, all'atto dell'ingresso dell'Italia nella seconda guerra mondiale, la nave risultava assegnata al Gruppo Navi Ausiliarie Dipartimentali del Comando Militare Marittimo Sicilia, con base a Messina.
Più avanti nel corso del 1940 l'Adriatico fu riclassificato come incrociatore ausiliario ed equipaggiato con due cannoni da 120/45 mm e due mitragliere da 13,2 mm (altre fonti parlano anche di due scaricabombe di profondità). L'equipaggio venne militarizzato. Terminati i lavori, la nave venne adibita a compiti di scorta convogli, che a partire dal 1941 effettuò sulle rotte verso l'Albania e la Grecia.
Dal 7 ottobre dello stesso anno l'incrociatore ausiliario fu di base ad Augusta, per proteggere nelle loro missioni i posamine ausiliari Reggio ed Aspromonte, anch'essi ricavati da unità mercantili requisite (si trattava di due traghetti delle Ferrovie dello Stato impiegati in tempo di pace nel servizio nello Stretto di Messina), utilizzati nella posa di campi minati nelle acque circostanti lo stretto di Messina. In seguito la nave venne sottoposta a Reggio Calabria a lavori per incrementare l'armamento contraereo: i due cannoni da 120/45 mm vennero rimpiazzati da due pezzi da 100/45, mentre alle due mitragliere da 13,2 mm se ne aggiunsero altrettante da 20 mm (per altre fonti vennero aggiunte anche altre due mitragliere da 13,2 mm).
Il 23 novembre 1941 l'Adriatico, al comando del capitano di corvetta Emanuele Campagnoli, salpò da Reggio Calabria diretto a Bengasi (tale viaggio avrebbe dovuto essere, per l'Adriatico, il primo con destinazione l'Africa), ma, causa un allarme aereo, dovette dirottare su Argostoli, capoluogo dell'isola greca di Cefalonia, dove giunse due giorni più tardi. Il 30 novembre l'unità lasciò Argostoli per scortare a Bengasi il piroscafo Capo Vita, ma non arrivò mai a destinazione: intorno alle tre di notte (per altre fonti alle due). del 1º dicembre l'Adriatico s'imbatté nelle unità britanniche della Forza K (distaccate alle 23.30 della sera precedente per distruggerlo), composta dagli incrociatori leggeri Aurora e Penelope e dal cacciatorpediniere Lively:. l'avvistamento da parte delle unità inglesi avvenne alla distanza di dodici miglia nautiche. Alle 3.04 la nave (che aveva intercettato i segnali di scoperta delle unità inglesi ed aveva proseguito la navigazione, in quanto il comandante Campagnoli aveva ritenuto di poter passare di prua, e non visto, rispetto alla formazione) fu colpita da una prima bordata dell'Aurora, sparata dalla distanza di poco meno di 5500 metri, dopo di che l'incrociatore inglese ordinò all'equipaggio italiano di abbandonare la nave: ignorando l'ordine, l'Adriatico proseguì nella navigazione. L'Aurora sparò una seconda bordata, mettendo a segno un colpo, e fu nuovamente dato l'ordine di abbandonare la nave: al contrario, alle 3.15, i cannoni di prua dell’Adriatico aprirono il fuoco in una vana reazione, ma esplosero centrati da una terza salva. L'incrociatore ausiliario fu in breve ridotto ad un relitto in fiamme, venendo abbandonato dall'equipaggio.
Il cacciatorpediniere Lively ricevette l'ordine di finire la nave, ormai condannata. Abbandonato dai sopravvissuti e divorato dall'incendio scoppiato a bordo, l'Adriatico, scosso da numerose esplosioni, saltò in aria dopo circa un'ora (per altre fonti dopo due ore dall'inizio dello scontro), inabissandosi, verso le quattro del mattino, a circa 56 miglia da Bengasi (nel punto 37°52' N e 20°35' E).
La maggior parte dell'equipaggio riuscì a porsi in salvo; il comandante Campagnoli fu l'ultimo ad abbandonare la nave. Il Lively recuperò 21 sopravvissuti (due ufficiali e 19 tra sottufficiali e marinai), mentre altri 66 uomini – salvatisi su due scialuppe –, che si erano rifiutati di essere salvati dalla nave avversaria furono tratti in salvo dal cacciatorpediniere italiano Giovanni Da Verazzano, sopraggiunto alcune ore più tardi. Tra l'equipaggio civile militarizzato, composto da 33 uomini, vi furono quattro tra morti e dispersi.